# Rinorea bussei
Rinorea bussei är en violväxtart som beskrevs av M. Brandt. Rinorea bussei ingår i släktet Rinorea och familjen violväxter. Inga underarter finns listade i Catalogue of Life.